# 卡尔·泽韦林
卡尔·塞弗林（德語：Carl Severing，1875年6月1日—1952年7月23日），是魏玛德国时期社会民主党政治家，他被视为党内右翼的代表。塞弗林于1928年至1930年曾加入社民党的穆勒内阁担任内政部长。

## 外部連結
- 有关卡尔·泽韦林在德国经济学中央图书馆（ZBW）20世纪新闻档案中的剪报。

| 官衔                     | 官衔                     | 官衔                       |
| ------------------------ | ------------------------ | -------------------------- |
| 前任： 比尔·德鲁斯       | 普鲁士内政部长 1920–1926 | 繼任： 阿尔伯特·格热辛斯基 |
| 前任： 沃尔特·冯·库德尔  | 德国内政部长 1928–1930   | 繼任： 约瑟夫·维尔特       |
| 前任： 海因里希·瓦恩蒂格 | 普鲁士内政部长 1930–1932 | 繼任： 弗朗茨·布拉赫特     |